# داوور مرتسلیچ
داوور مرتسلیچ (کرواتی: Davor Marcelić؛ زادهٔ ۲۰ مهٔ ۱۹۶۹) بازیکن بسکتبال اهل کرواسی بود.